# Estación del Ferrocarril de Armenia
La Antigua Estación del Ferrocarril, también conocida como Centro Cultural Metropolitano La Estación, es una estación del antiguo sistema de transporte y carga ubicada en Armenia, que sirvió de conexión al Ferrocarril de Caldas con el del Pacífico.
Existen dos salones ocupados en la actualidad, la sede de la Corporación de Cultura y Turismo de Armenia y la Biblioteca Pública Municipal, administrada por Comfenalco Quindío.

## Historia
Con la expansión de los ferrocarriles en el país, las poblaciones empezaron a ser dotadas con un conjunto de edificaciones que componían las estaciones para recibir pasajeros y despachar mercancías. En Armenia, con diseño y planos del ingeniero Alfredo Vásquez Cobo, gerente de Ferrocarriles Nacionales, se le encargaría al italiano Antonio Bernardi una de las obras más simbólicas de Armenia. La obra blanca, la decoración y la ornamentación de la fachada de la Estación se la asignarían al taller del arquitecto Mauricio Ramelli.
El edificio fue declarado en 1989 como Patrimonio Nacional por el Consejo Nacional de Monumentos. Su construcción se empezó en 1927, después de que llegara el tren, pues allí solo había una ramada para el servicio de los pasajeros y la carga. Fue terminado en 1930 e inaugurado el 14 de octubre de ese año. Construida para albergar la administración, archivos, estadísticas, despachos y bodegas de los Ferrocarriles Nacionales de Colombia, en los ramales Armenia - Cali - Buenaventura y Armenia – Nacederos (Pereira). La edificación dejó de prestar el servicio en el año de 1993. Conservada en un 90 por cierto de su construcción original, cumple funciones de biblioteca pública y sede de algunas dependencias del gobierno municipal.

## Características
Esta edificación está hecha en un estilo neoclásico del Período Republicano y conserva algunas gárgolas que representan animales. La estructura central del edificio, las bodegas y el gran patio de maniobras están hechos en ferro concreto. La terraza está adornada en sus esquinas con caracoles de concreto y yeso. En sus salas principales se destacan los capiteles, las puertas y ventanas construidas en hierro forjado. El decorado de sus pisos, especialmente en la entrada principal tiene una alegoría de la época republicana, lo mismo que las dos grandes puertas centrales, también de hierro con remaches.
En el Parque nacional del Café existe una réplica de este edificio.

## Galería

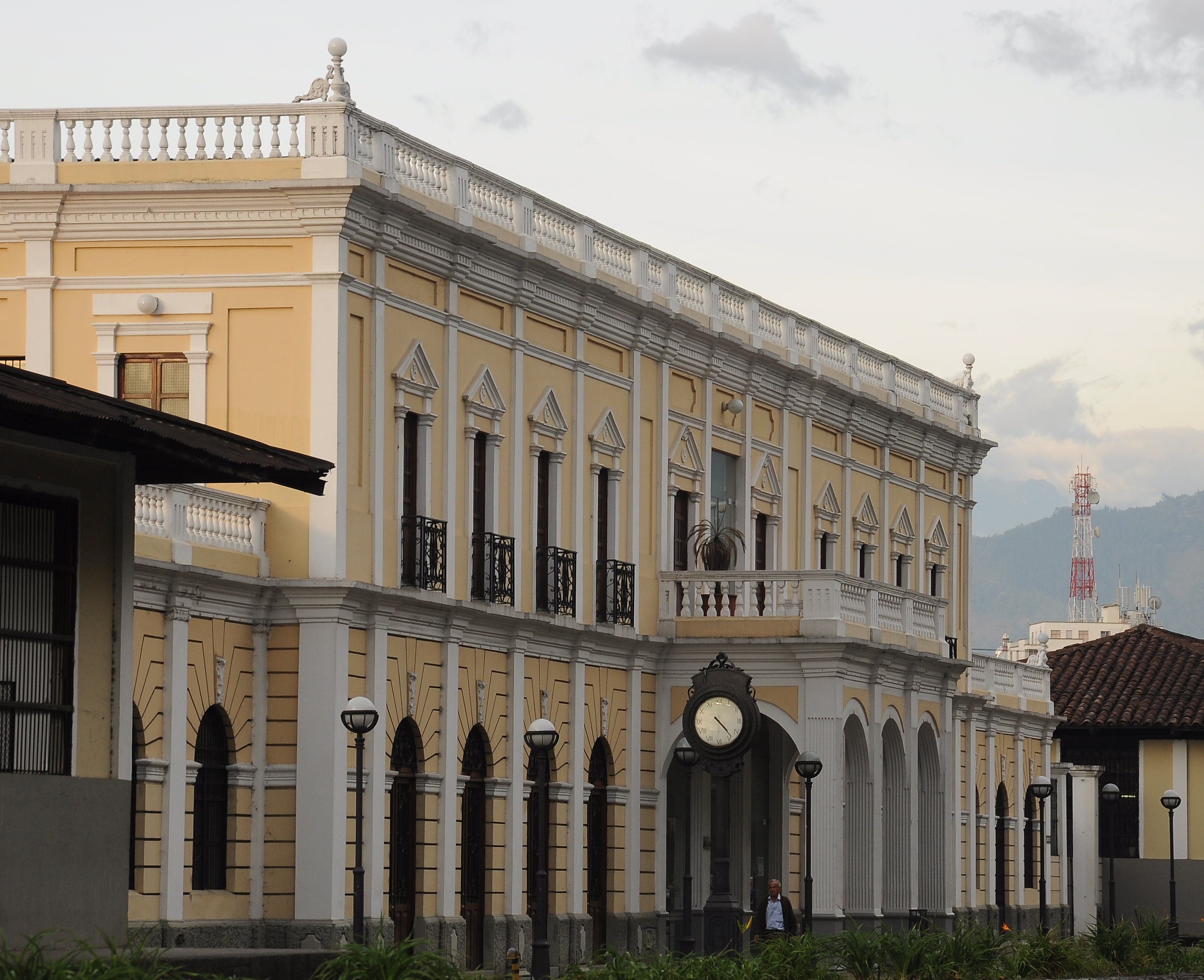
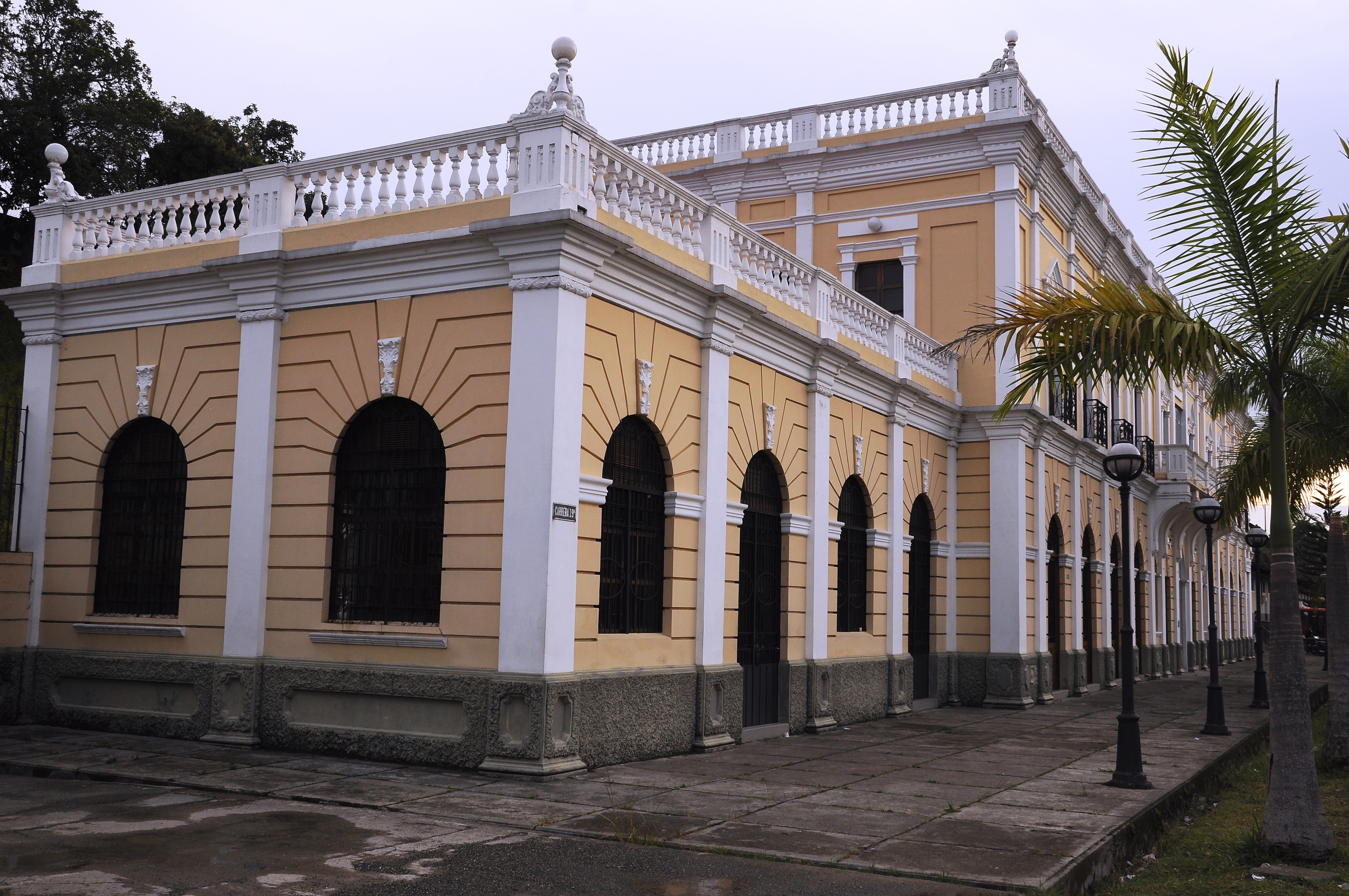